# Lars Bak (cyclisme)
Pour l'informaticien danois, voir Lars Bak (informaticien).
Pour les articles homonymes, voir Bak.
Lars Ytting Bak, né le 16 janvier 1980 à Silkeborg, est un coureur cycliste et directeur sportif danois. Professionnel de 2002 à 2019, il a notamment été équiper des sprinteurs Mark Cavendish et André Greipel, tout en pouvant jouer sa carte personnelle de temps en temps, comme l'atteste son total de dix-huit victoires. Il a participé aux trois grands tours, donc notamment dix Tour d'Italie avec une victoire d'étape en 2012. Il est le Danois ayant le plus de participation au Giro. Il a été également été champion du Danemark à quatre reprises (trois fois contre-la-montre et une fois en ligne). Sa cinquième place sur Paris-Roubaix lui a notamment permis d'être cycliste danois de l'année en 2011.

## Biographie
Lars Bak se fait remarquer en 2000 quand il s'adjuge la 2ea étape du Triptyque des Monts et Châteaux en Belgique[réf. souhaitée].
En 2001, il participe aux championnats du monde à Lisbonne au Portugal. Il prend la 33e place du contre-la-montre des moins de 23 ans et abandonne lors de la course en ligne de cette catégorie.

### Débuts professionnels chez Fakta et Bankgiroloterij (2002-2004)
En 2002, il devient coureur professionnel dans l'équipe danoise Fakta. Lors de la saison 2003 il participe à son premier grand tour en prenant le départ du Tour d'Italie qu'il ne termine pas, finissant l'étape reine hors délais. Son équipe voit quand même la victoire de Kurt Asle Arvesen sur la 10e étape. Son meilleur résultat sur l'épreuve est une neuvième place obtenue au sprint à l'arrivée de la 16e étape à Pavie.
L'équipe danoise disparaît en fin de saison 2003. Il rejoint alors pour la saison 2004 l'équipe néerlandaise Bankgiroloterij avec notamment ses coéquipiers Allan Bo Andresen, Jørgen Bo Petersen et Allan Johansen.
Il remporte pendant cette saison la première étape du Tour de Luxembourg.

### Le ProTour chez CSC (2005-2009)

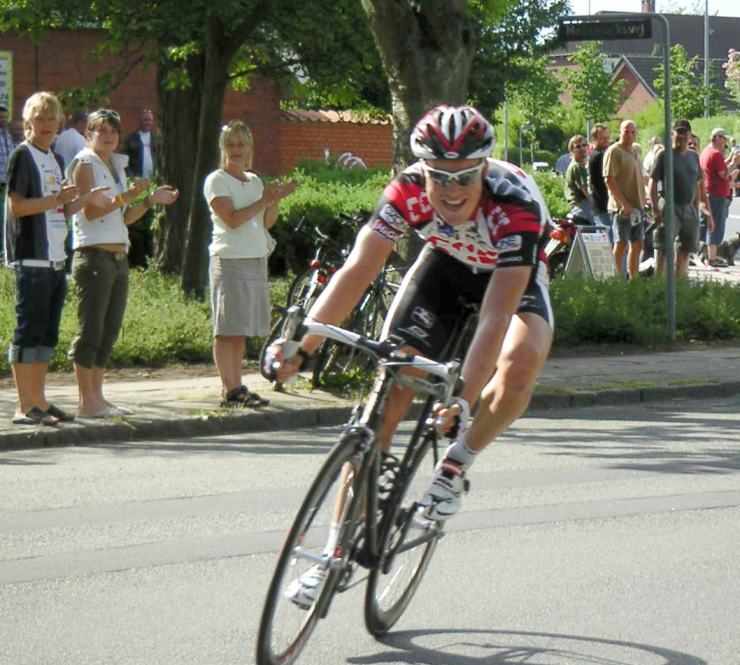
Lars Bak en 2005 avec le maillot de la CSC

En 2005, il est recruté par l'équipe ProTour CSC. En début de saison, il est notamment au départ du Tour méditerranéen. Avec son équipe, il termine 1er de la 4e étape, un contre-la-montre dessiné autour de Bouc-Bel-Air et Berre l'Etang et participe au succès de ses coéquipiers avec la victoire au classement général de Jens Voigt et la seconde place de Fränk Schleck. En juin, il devient champion du Danemark sur route en devancant ses deux coéquipiers Lars Michaelsen et Matti Breschel, deux jours après avoir pris la troisième place de l'épreuve contre-la-montre et complétant également un podium entièrement composé de coureurs de l'équipe CSC avec le champion Michael Blaudzun et son dauphin Brian Vandborg. Début septembre son équipe l'aligne sur le Tour de l'Avenir. Il remporte la première étape au sprint à Argentré-du-Plessis devant Denys Kostyuk. Il perd son maillot de leader lors de la deuxième étape au profit de Borut Božič mais le récupère lors de la quatrième. Il finit par remporter l'épreuve devant Christophe Riblon et Assan Bazayev. Il termine sa saison par une victoire en solitaire à Paris-Bourges, profitant du travail effectué avec son coéquipier Matti Breschel et de leur supériorité numérique dans le petit groupe de cinq coureurs détachés qui allaient se disputer la victoire.
En 2006, il commence sa saison en France sur le Tour méditerranéen. Son premier résultat important survient sur le Tour de Bavière au mois de mai avec une quatrième place au classement général alors que son coéquipier l'Australien Luke Roberts termine sur la troisième marche du podium. Il ne participe pas au succès de son équipe sur le Tour d'Italie. EN fin de saison, il prend part à son premier Tour d'Espagne. Il remporte avec son équipe la 1re étape, un contre-la-montre par équipes autour de Malaga permettant à son leader Carlos Sastre de prendre le maillot de leader. Après avoir été quatrième de la 19e étape arrivant à Ciudad Real à quelques secondes de José Luis Arrieta, il termine la course à la 21e place du classement général final, Carlos Sastre finissant quatrième. Il participe ensuite aux championnats du monde sur route à Salzbourg qu'il achève à la 74e place à un peu moins de deux minutes du vainqueur Paolo Bettini.
En 2007, il commence sa saison sur le Tour Down Under en Australie. Après avoir été troisième de la deuxième étape, il termine l'épreuve sur la dernière marche du podium derrière le Suisse Martin Elmiger et l'Australien Karl Menzies. En mars, il participe à la victoire de Jens Voigt sur le Critérium international. En mai il est sixième des Quatre Jours de Dunkerque en finissant à un peu moins de trente secondes de Matthieu Ladagnous. Après une participation au Tour de Suisse où son équipe remporte trois victoires d'étapes, il est champion de Danemark contre-la-montre pour la première fois au mois de juin. Après un mois de pause sans compétition, il reprend au Tour de Wallonie où il remporte la 5e étape à Barvaux en solitaire. Pour la fin de la saison, il représente son pays aux championnats du monde sur route organisés à Stuttgart en Allemagne. Aligné sur les deux épreuves, il termine 36e du contre-la-montre à plus de quatre minutes du vainqueur, son coéquipier suisse Fabian Cancellara et abandonne la course en ligne.

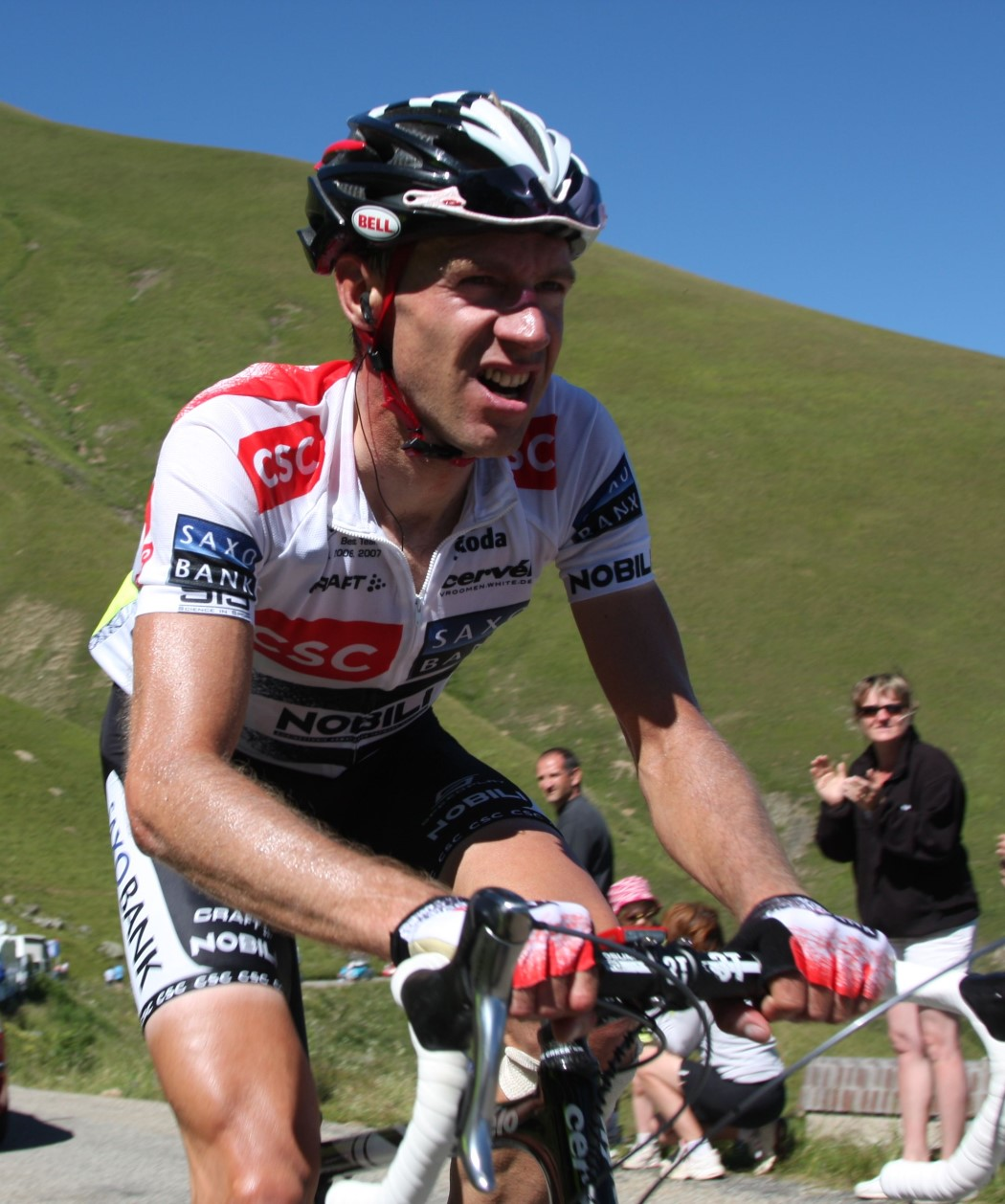
Bak termine second du Tour de Pologne derrière son coéquipier Jens Voigt.

Sa saison 2008 commence comme la précédente en Australie avec le Tour Down Under où il est 45e du classement général. Il revient en Europe ensuite ou il est notamment au départ de Tirreno-Adriatico puis à Milan-San Remo, deux épreuves remportées son coéquipier Fabian Cancellara. Il participe ensuite aux classique du Nord avec deux abandons sur le Tour des Flandres et Paris-Roubaix. Fin mai, il est septième du Tour de Bavière puis 18e et meilleur de son équipe au Critérium du Dauphiné libéré pourtant composée de Carlos Sastre le futur vainqueur du Tour de France et Chris Anker Sørensen vainqueur d'une étape. Fin juin, il est de nouveau champion du Danemark du contre-la-montre en devançant Frank Høj et son coéquipier Michael Blaudzun. Il reprend ensuite la compétaition fin juillet avec une neuvième place sur le Tour de Saxe puis est au départ au Tour de Pologne début septembre. Son équipe remporte la 1re étape, ce qui lui permet de porter le maillot jaune de leader du classement général. Il le perd lors de la deuxième étape au profit de Murilo Fischer, puis est toujours second du classement derrière José Joaquín Rojas après la 5e étape. Lors de la 6e, son coéquipier Jens Voigt gagne en solitaire mais Bak conserve tout de même sa seconde place au général, place qu'il conserve à l'arrivée à Cracovie, permettant à son équipe de faire le doublé et de remporter le classement par équipes. Après une participation aux championnats du monde sur route à Varèse en Italie où il est 19e de l'épreuve contre-la-montre, il termine de nouveau à la seconde place d'un classement général d'une course par étape, de nouveau derrière un coéquipier avec un podium sur le Herald Sun Tour, terminant à 17 secondes de Stuart O'Grady. Il est 30e de UCI ProTour en fin de saison.
Pour la saison 2009, il commence comme en 2006 en France avec le Tour du Haut-Var terminé à la 95e place. Au mois de mai, il termine sixième du Tour de Romandie. Lors de l'épreuve, il est second de la deuxième étape derrière Ricardo Serrano, puis son équipe Saxo-Bank termine troisième du contre-la-montre par équipe lui permettant d'être second du classement général avant l'étape reine. Il est dix-septième de l'étape et chute au sixième rang, place qu'il conserve à l'arrivée finale à Genève. Après ce bon résultat, il est au départ du Tour d'Italie pour la première fois depuis 2003. Présent au sein d'une équipe de "coups", il termine notamment troisième de la quinzième étape à Faenza puis quatrième de la 18e arrivant à Bénévent. À l'arrivée à Rome, il est vingtième du classement général, puis est reclassé seizième après les déclassement de Danilo Di Luca, Franco Pellizotti, Tadej Valjavec et Lance Armstrong. Après une participation au Critérium du Dauphiné libéré, il est de nouveau champion du Danemark du contre-la-montre. Il reprend ensuite la compétition au Tour de Saxe puis termine huitième du Tour du Danemark remporté par son coéquipier Jakob Fuglsang.
À la fin de l'année, il quitte l'équipe pour rejoindre HTC-Columbia.

### HTC-Columbia (2010-2011)

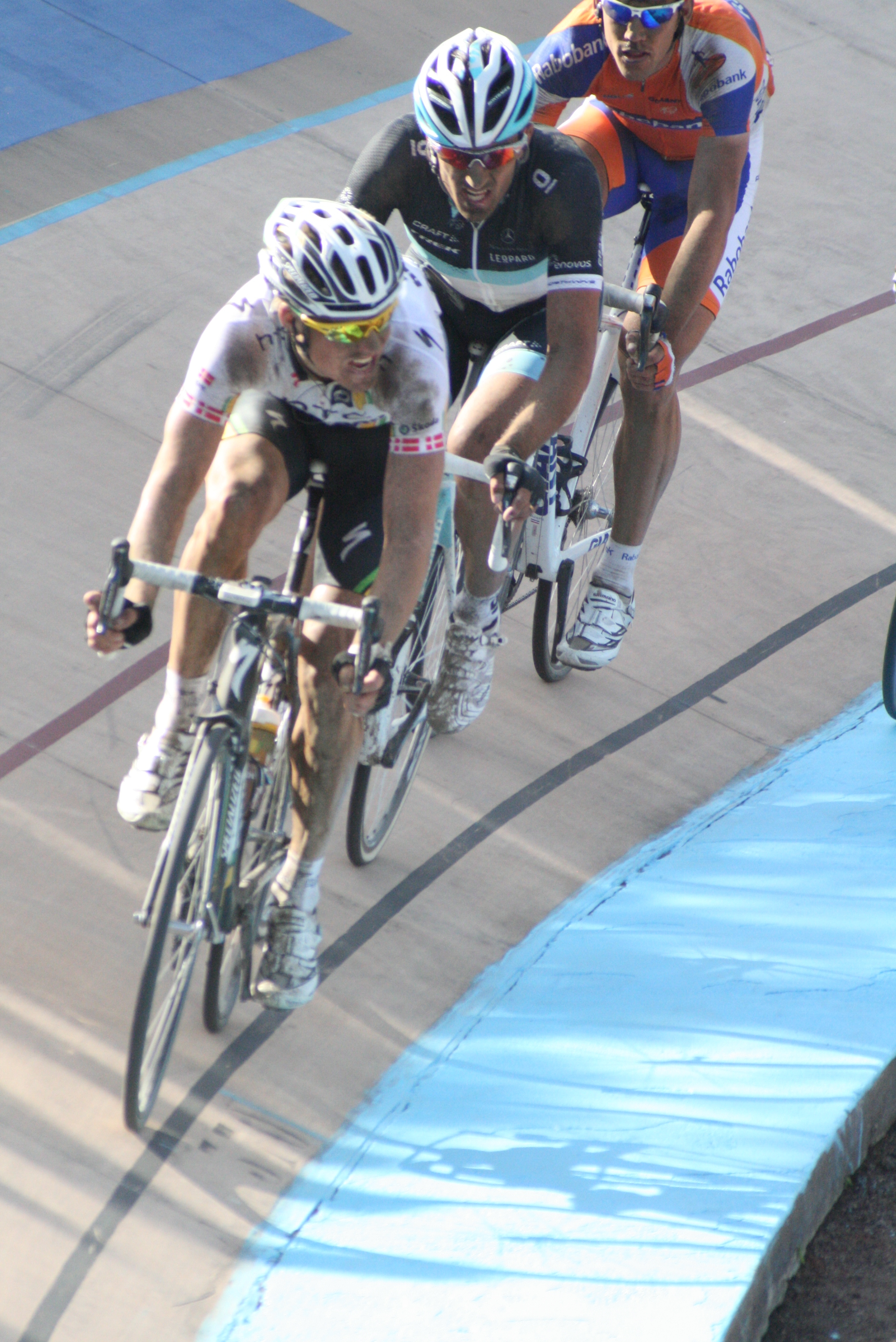
Lars Bak à l'arrivée de Paris-Roubaix 2011 devant Fabian Cancellara et Maarten Tjallingii

En 2010, il s'engage avec l'équipe américaine HTC-Columbia qu'il rejoint avec son coéquipier l'Australien Matthew Goss. Après un début de saion au Tour du Qatar, il participe notamment au Tour d'Oman où il voit Leigh Howard remporter une étape ou encore Gand-Wevelgem gagner par Bernhard Eisel. AU mois de juin, il échoue à la seconde place du championnat du Danemark en ligne battu par son ancien coéquipier Nicki Sørensen. Lors de l'érepvue contre-la-montre, il échoue à défendre son titre avec une neuvième place. En août, il termine de nouveau huitième du classement général du Tour du Danemark puis en septembre il prend le départ du Tour d'Espagne pour la seconde fois de sa carrière. Il remporte la première étape du Tour d'Espagne, un contre-la-montre par équipes permettant à Mark Cavendish de prendre le maillot de leader. Il voit ensuite son équipe remporter quatre étapes de plus (trois pour Cavendish et une pour Peter Velits). Il finit lanterne rouge de ce Tour à plus de quatre heures du vainqueur Vincenzo Nibali alors que Velits termine troisième. En fin de saison il participe aux championnats du monde sur route à Melbourne et Geelong où son coéquipier en équipe nationale Matti Breschel termine deuxième derrière Thor Hushovd sur la course en ligne.
L'année suivante, il participe à la classique française Paris-Roubaix. Parti dans un groupe de contre avec notamment le futur vainqueur Johan Vansummeren après la Trouée d'Arenberg, il rejoint le groupe de tête à 65 kilomètres de l'arrivée. Il attaque de nouveau à 23 km du but, en compagnie de  Vansummeren, Grégory Rast et Maarten Tjallingii. Rattrapé et dépassé par Fabian Cancellara notamment, il prend la cinquième place sur le Vélodrome de Roubaix, finissant à 21 secondes du vainqueur. Il gagne ensuite la première étape du Tour d'Italie (contre-la-montre par équipes). Un peu plus tard dans la saison, il participe à son premier Tour de France en prenant le départ de l'épreuve au Passage du Gois en Vendée et double pour la première fois deux grands tours dans la même année. Il doit travailler pour son coéquipier Mark Cavendish dans les sprints. L'épreuve est une réussite pour l'équipe puisque ce dernier remporte cinq victoires d'étapes et le maillot vert du classement par points. Il termine la course à la 152e place à Paris.
À la suite de la disparition de sa formation fin 2011, il signe un contrat avec les Belges de Lotto-Belisol, équipe nouvellement créée sur les bases d'Omega Pharma-Lotto.

### Chez les Belges de Lotto (2012-2018)

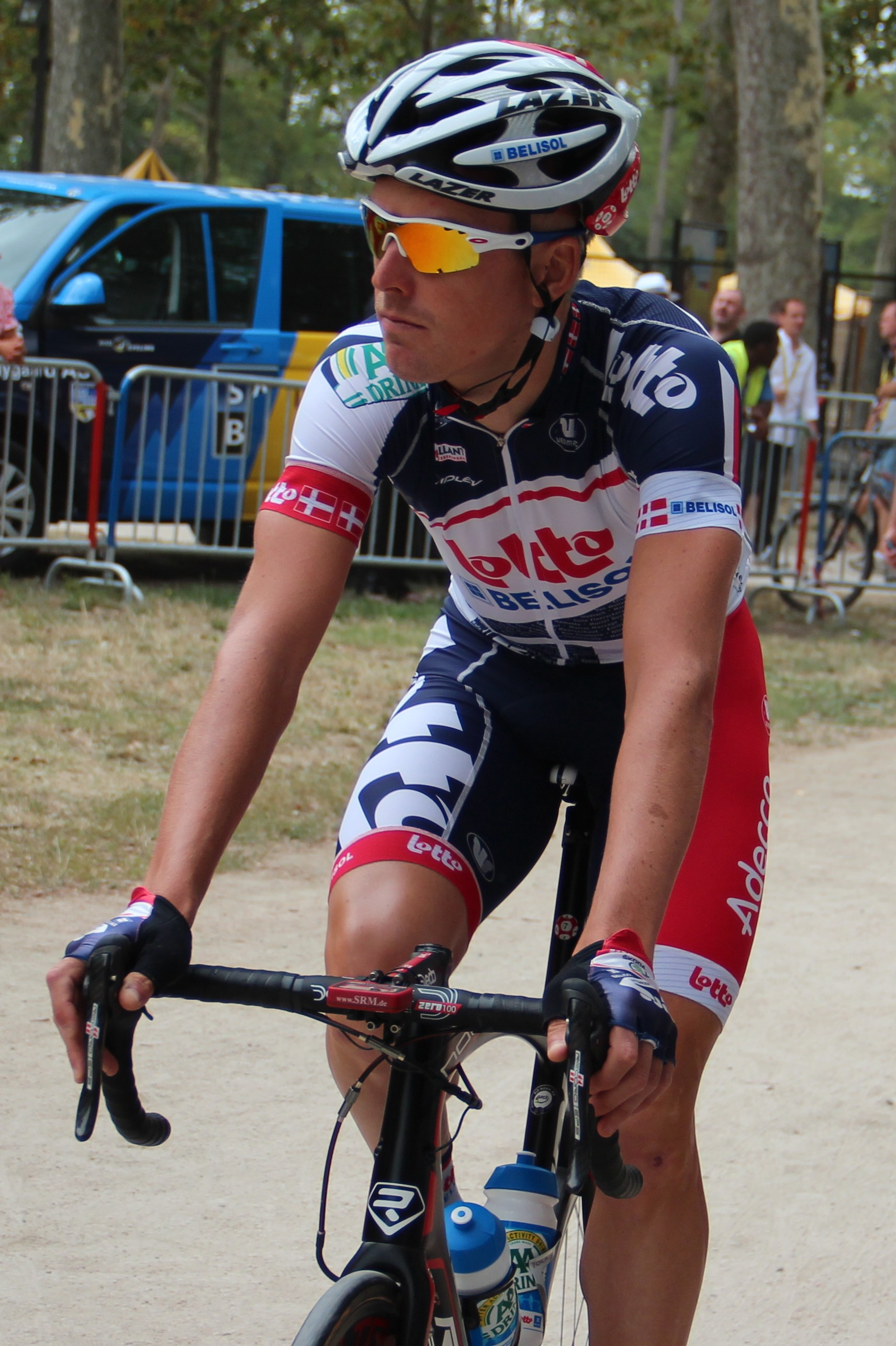
Lars Bak sur le Tour de France en 2012.

Il débute sous ses nouvelles couleurs au Tour du Qatar puis au Tour d'Oman. En avril, il participe au Tour de Romandie pendant lequel il porte deux jours le maillot de meilleur grimpeur et termine second de ce classement annexe derrière le Russe Petr Ignatenko. Il est au départ ensuite du Tour d'Italie. Lors de la douzième étape, il s'échappe notamment en compagnie de Andrey Amador (Movistar), Jan Bakelants (RadioShack-Nissan) ou encore Sandy Casar (FDJ-BigMat). Après plusieurs attaques dans le final, il part seul à 1,5 kilomètre de l'arrivée sans être suivi par ces compagnons de fugue. Il remporte l'étape en passant la ligne d'arrivée avec 11 secondes d'avance sur Casar, qui devance Amador au sprint. Il s'adjuge à cette occasion sa première étape sur un grand tour. Il terminera 72e à l'arrivée à Milan. Après une dixième place sur le Ster ZLM Toer il participe au Tour de France au service notamment d'André Greipel qui remporte trois étapes et de Jurgen Van den Broeck qui termine quatrième du classement général final. Il est ensuite sélectionné pour participer aux Jeux Olympiques à Londres, à la fois sur le contre-la-montre et la course en ligne. Il termine a cette occasion 14e de la première course, juste devant son coéquipier pour l'occasion Jakob Fuglsang, à près de quatre minutes du vainqueur Bradley Wiggins. En fin de saison il s'impose sur le Grand Prix de Fourmies où, après une attaque dans le final, il devance d'une seconde le peloton réglé par le Norvégien Alexander Kristoff (Katusha), déjà deuxième en 2011, et l'Allemand Marcel Kittel (Argos-Shimano).
Sa saison 2013 commence fin janvier par une fracture du scaphoïde lors du Grand Prix d'ouverture La Marseillaise qu'il abandonne. Il reprend la compétition au mois de mars avec Paris-Nice. Il est ensuite au départ des grandes classiques du début de saison avec Milan-San Remo, le Tour des Flandres ou encore Paris-Roubaix. En mai, il est pour la troisième fois consécutive membre de son équipe pour le Tour d'Italie. Sans résultat majeur, il voit tout de même son coéquipier Adam Hansen gagner la 7e étape et temrine 94e du classement général final. En juillet, il double avec le Tour de France où Greipel s'impose une nouvelle fois sur une étape. Il prend part ensuite au Tour du Danemark. Échappé lors de la première étape, il termine troisième derrière ses compatriotes Magnus Cort et Nikola Aistrup avec dix secondes d'avance sur le peloton. Il est de nouveau placé dans la troisième étape où il finit quatrième dans le même temps que le vainqueur Matti Breschel. Il est alors second du classement général. Lors de la quatrième étape le leader change mais Bak reste second, idem lors de la cinquième, un contre-la-montre autour de Holbæk. Il terminera l'épreuve second, six secondes derrière le Néerlandais Wilco Kelderman. En fin de saison, il participe avec son équipe aux championnats du monde du contre-la-montre par équipes masculin à Florence en Italie où ils prennent la treizième place de l'épreuve.
En 2014, il participe au Tour d'Italie et au Tour de France. Il est de nouveau second du Tour du Danemark quelques semaines après la fin de la Grande boucle. À la fin de la saison 2014, le contrat qui le lie à son employeur est prolongé pour l'année suivante.
Durant l'été 2015, il se classe second du Tour du Danemark.
En 2017, il est sélectionné pour participer aux championnats d'Europe de cyclisme sur route.
Il commence sa saison 2018 de nouveau en Australie avec le Tour Down Under qu'il achève à la 27e place du classement général et la Cadel Evans Great Ocean Race. Après une participation à quelques courses par étapes de début de saison comme Tour d'Andalousie et Paris-Nice puis aux classiques flandriennes avec Gand-Wevelgem, le Tour des Flandres et Paris-Roubaix, il prend le départ du Tour d'Italie pour la dixième fois de sa carrière. Sans grands résultats sur l'épreuve (son coéquipier Tim Wellens remportant tout de même la 4e étape), il termine 106e du classement final.

### Fin de carrière et reconversion
En 2019, il rejoint l'équipe World Tour Dimension Data. Il participe à sa dernière course au sein du peloton professionnel lors de Paris-Tours qu'il achève à la septième place, à 51 secondes du vainqueur, son ancien coéquipier le Belge Jelle Wallays. 
En 2020, il devient directeur sportif adjoint dans l'équipe, qui est renommée Team NTT.

## Palmarès et classements mondiaux

### Palmarès amateur
- 1997
  - 3e du championnat du Danemark du contre-la-montre juniors
  - 3e du championnat du Danemark du contre-la-montre par équipes juniors
- 1998
  - Champion des Pays nordiques sur route juniors
  - 1re étape du Trofeo Karlsberg
  - 2e du championnat du Danemark du contre-la-montre par équipes juniors
  - 3e du championnat des Pays nordiques du contre-la-montre juniors
  - 3e du Grand Prix Rüebliland
- 2000
  - 2ea étape du Triptyque des Monts et Châteaux

### Palmarès professionnel
| - 2004 - 1re étape du Tour de Luxembourg - 2005 - Champion du Danemark sur route - 4e étape du Tour méditerranéen (contre-la-montre par équipes) - Tour de l'Avenir : - Classement général - 1re étape - Paris-Bourges - 3e du championnat du Danemark du contre-la-montre - 2006 - Eindhoven Team Time Trial (avec l'équipe CSC) - 1re étape du Tour d'Espagne (contre-la-montre par équipes) - 2007 - Champion du Danemark contre-la-montre - 5e etape du Tour de la Région wallonne - 3e du Tour Down Under - 2008 - Champion du Danemark contre-la-montre - 1re étape du Tour de Pologne (contre-la-montre par équipes) - 2e du Tour de Pologne - 2e du Herald Sun Tour - 2009 - Champion du Danemark contre-la-montre - 5e étape de l'Eneco Tour - 6e du Tour de Romandie - 7e de l'Eneco Tour | - 2010 - 1re étape du Tour d'Espagne (contre-la-montre par équipes) - 2e du championnat du Danemark sur route - 2011 - 1re étape du Tour d'Italie (contre-la-montre par équipes) - 3e du Grand Prix Herning - 5e de Paris-Roubaix - 2012 - 12e étape du Tour d'Italie - Grand Prix de Fourmies - 2013 - 2e du Tour du Danemark - 2014 - 2e du Tour du Danemark - 2015 - 2e du Tour du Danemark - 2018 - 10e de la Cadel Evans Great Ocean Race |  |

### Résultats sur les grands tours

#### Tour de France
8 participations
- 2011 : 154e
- 2012 : 96e
- 2013 : 108e
- 2014 : 82e
- 2015 : 37e
- 2016 : 173e
- 2017 : 123e
- 2019 : 147e

#### Tour d'Italie
10 participations
- 2003 : hors délais (18e étape)
- 2009 : 16e[8],[n 5].
- 2011 : 127e, vainqueur de la 1re étape (contre-la-montre par équipes)
- 2012 : 72e, vainqueur de la 12e étape
- 2013 : 95e
- 2014 : 56e
- 2015 : 90e
- 2016 : abandon (21e étape)
- 2017 : 118e
- 2018 : 106e

#### Tour d'Espagne
2 participations
- 2006 : 21e, vainqueur de la 1re étape (contre-la-montre par équipes)
- 2010 : 156e, vainqueur de la 1re étape (contre-la-montre par équipes)

### Classements mondiaux
| Année                  | 2001  | 2002 | 2003 | 2004 | 2005 | 2006 | 2007 | 2008 | 2009 | 2010 | 2011 | 2012 | 2013 | 2014 | 2015 | 2016  | 2017  | 2018 |
| ---------------------- | ----- | ---- | ---- | ---- | ---- | ---- | ---- | ---- | ---- | ---- | ---- | ---- | ---- | ---- | ---- | ----- | ----- | ---- |
| Classement UCI         | 1404e | 963e | 445e | 342e |      |      |      |      |      |      |      |      |      |      |      |       |       |      |
| Classement ProTour     |       |      |      |      | nc   | nc   | nc   | 30e  |      |      |      |      |      |      |      |       |       |      |
| Calendrier mondial UCI |       |      |      |      |      |      |      |      | 58e  | nc   |      |      |      |      |      |       |       |      |
| UCI World Tour         |       |      |      |      |      |      |      |      |      |      | 81e  | 138e | nc   | nc   | nc   | nc    | 79e   |      |
| UCI Europe Tour        |       |      |      |      |      |      |      |      |      |      |      |      |      |      |      | 1740e | 1543e |      |

## Récompenses
- Cycliste danois de l'année en 2011